# Psalm 30

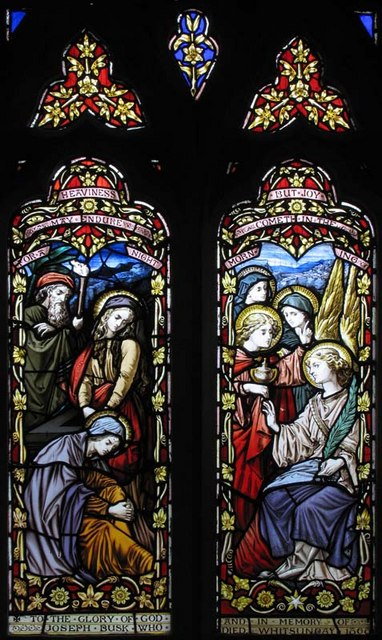
Worte aus Psalm 30 Vers 5 in Englisch auf einem Kirchenfenster

Der 30. Psalm (nach griechischer Zählung der neunundzwanzigste) ist ein Psalm Davids, der als Danklied zur Einweihung des Tempels geschrieben ist.

## Gliederung
Der Psalm lässt sich in folgende Abschnitte gliedern:
- Vers 1 (EU): Überschrift
- Vers 2–4 (EU): Lob JHWHs als rettender Gott
- Vers 4–6 (EU): Ruf an die Heiligen, JHWH zu preisen
- Vers 6–8 (EU): Bekenntnis des Hochmuts
- Vers 8–11 (EU): Wiederholung der Bitten und Dank

## Auslegung
Charles Haddon Spurgeon bezieht diesen Psalm auf die Einweihung des Opferplatzes für den Tempel nach 2 Sam 24 , 1 Chr 21 .

## Liturgische Verwendung

### Judentum
Psalm 30 ist seit dem 17. Jahrhundert Bestandteil des täglichen jüdischen Morgengebets, dem Schacharit, und eröffnet das Psuke desimra.